# 曹老集站
曹老集站是一个京沪铁路和曹山铁路上的铁路车站，位于安徽省蚌埠市淮上区曹老集镇，目前为三等站，邮政编码为233701。目前不办理客货运业务。
曹老集站建于1909年，1912年1月1日建成通车。1971年蚌埠铁路枢纽扩建工程规划新建蚌埠淮河铁路新桥和本站至蚌埠东站的曹山线。施工单位于1974年对本站站场进行改扩建，同时将曹山线接入站内股道，于1975年6月完工通车:47, 217。2003年5月车站兴建曹老集铁路特大桥，于12月1日完工。大桥使京沪下行客线上跨曹山线的两条正线，使其不再和上行货线平面交叉，提高了车站的通过能力。2005年起车站站场开始电气化，铁路部门在站内设置牵引变电所一个。电气化线路于2006年7月1日投入使用。